# Patricia Pietrafesa
Patricia Pietrafesa (Buenos Aires, 1 de octubre de 1963) es una escritora, cantante y bajista de rock de Argentina. Es conocida por ser la bajista y vocalista de la banda queercore She Devils y actualmente integrante del colectivo femenino de cumbia y queer llamado Kumbia Queers.

## Biografía
Antes de dedicarse a la música, comenzó escribiendo sobre la escena punk en Argentina en el fanzine llamado Resistencia. Inspirada en la ideología del Hazlo tu mismo; Pietrafesa comienza a tocar a fines de los años 1980, en grupos como Los Inservibles, Sentimiento incontrolable y más tarde integraría la agrupación punk llamada Miles de millones de cadáveres de niños negros muertos de hambre y de frío, aunque cortaron su nombre a Cadáveres de Niños y luego simplemente Cadáveres. Con esta formación, que estaba integrada por Lucio Adamo (batería), Jorge Gipsy (guitarra), Marcelo Pocavida (exmiembro de Los Baraja, voz), Pablo Strangler (guitarra) y Pietrafesa (bajo). La banda duro hasta 1995, año en que editan su único disco de estudio, titulado Cadáveres.
Un año más tarde, Pietrafesa en bajo, junto a su compañero en Cadáveres, Lucio Adamo (batería) y la inclusión de Pilar Arrese (guitarra), forman el power trio de pop punk y garage, llamado She-Devils. Con esa agrupación, ha editado dos discos de estudio, cuatro EPs, cuatro splits, y más de diez compilados punks.
En el año 2007, comienza a formar parte de la agrupación de cumbia y  queer, llamada Kumbia Queers, con los que lleva editado cuatro trabajos de estudio y realizado giras por Argentina, Chile, Estados Unidos, Canadá, Suecia, España, México, etc.

## Discografía

### Con Cadáveres de Niños
- 1995 - Cadáveres

### Con She-Devils

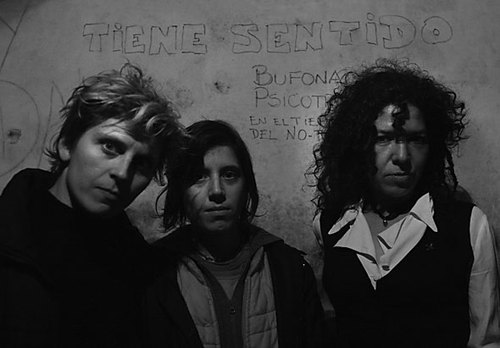
She Devils. De izquierda a derecha: Pilar Arrese, Inés Laurencena y Patricia Pietrafesa.

#### Álbumes de estudio
- 2001 - La piel dura - (Besotico records)
- 2007 - Horario invertido (Grrr! Records)

#### EP
- 1997 - GRRrrrrrr!!! - EP (Grrr! Records)
- 1998 - Aunque te sientas sola - EP (Grrr! Records)
- 1998 - She Devils live & dead - EP (Grrr! Records)
- 2003 - Ninguna línea recta, ningún camino fácil - EP (Grrr! Records)

#### Splits
- 1997 - El aborto ilegal asesina mi libertad - vinilo 7" y CD She-Devils/Fun People (Ugly Records)
- 1999 - Covermanias - cassette She-Devils/Hating Hate (Grrr! Records)
- 2000 - Let it punk - cassette She-Devils/Srta Polyester (Grrr! Records)
- 2004 - She-Devils vs. Brain Nerds CD (Rastrillo Records)

### Con Kumbia Queers
- 2007 - Kumbia nena!

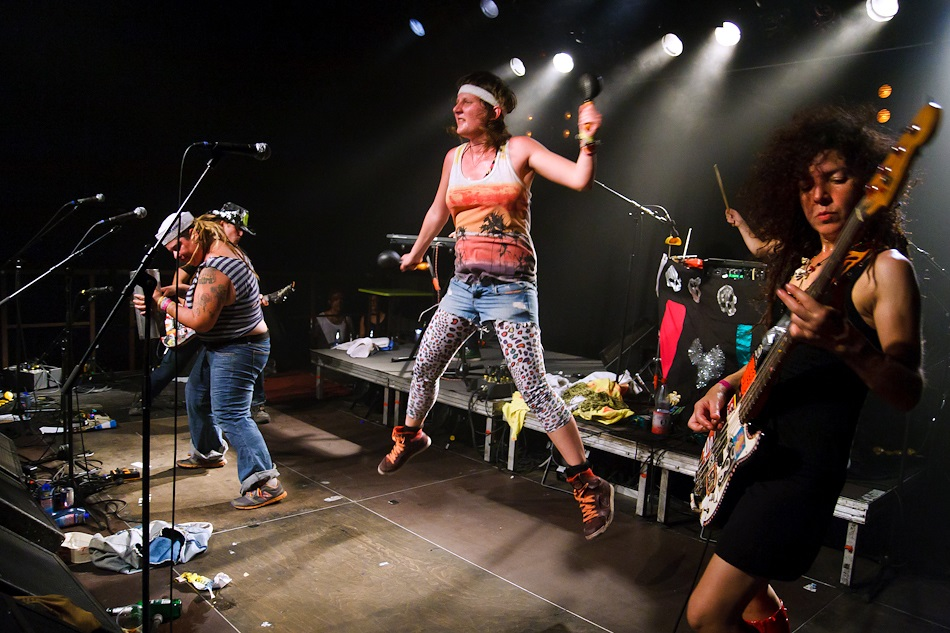
Kumbia Queers en 2013.

- 2010 - La gran estafa del tropipunk
- 2012 - Pecados Tropicales
- 2015 - Canta y no llores
- 2019 - La oscuridad bailable

### Compilados
- 2000 - Mastica! (Deskicia)
- 2000 - Perversos, desviados e invertidos (Sebo records)
- 2002 - Belladona (Grrr! Records)
- 2003 - Tributo a The Ramones (De La Fae Records)
- 2003 - Tributo a Los Violadores
- 2005 - Ya tengo esos simples yo! (Ugly Records)
- 2007 - Here Aren't The Sonics (Rastrillo Records)